# Adobe Creative Suite
Adobe Creative Suite és una col·lecció d'aplicacions per a disseny gràfic, edició de vídeo i desenvolupament web creada per Adobe Systems.